# National Rugby League 1981
La New South Wales Rugby Football League de 1981 fue la 74.ª edición del torneo de rugby league más importante de Australia.

## Formato
Los clubes se enfrentaron en una fase regular de todos contra todos, los cinco equipos mejor ubicados al terminar esta fase clasificaron a la postemporada.
Se otorgaron 2 puntos por el triunfo, 1 por el empate y ninguno por la derrota.

## Desarrollo

### Tabla de posiciones
| Pos. | Equipo                        | Encuentros | Encuentros | Encuentros | Encuentros | Tantos | Tantos | Tantos | Puntos |
| Pos. | Equipo                        | PJ         | PG         | PE         | PP         | F      | C      | Dif    | Puntos |
| ---- | ----------------------------- | ---------- | ---------- | ---------- | ---------- | ------ | ------ | ------ | ------ |
| 1    | Eastern Suburbs               | 22         | 16         | 0          | 6          | 385    | 225    | +160   | 32     |
| 2    | Newtown Jets                  | 22         | 14         | 2          | 6          | 326    | 268    | +58    | 30     |
| 3    | Parramatta Eels               | 22         | 14         | 1          | 7          | 398    | 246    | +152   | 29     |
| 4    | Cronulla-Sutherland Sharks    | 22         | 13         | 1          | 8          | 339    | 337    | +2     | 27     |
| 5    | Manly-Warringah Sea Eagles    | 22         | 12         | 2          | 8          | 350    | 317    | +33    | 26     |
| 6    | Western Suburbs Magpies       | 22         | 11         | 1          | 10         | 311    | 352    | -41    | 23     |
| 7    | North Sydney Bears            | 22         | 9          | 0          | 13         | 322    | 355    | -33    | 18     |
| 8    | St. George Dragons            | 22         | 8          | 1          | 13         | 320    | 399    | -79    | 17     |
| 9    | South Sydney Rabbitohs        | 22         | 8          | 1          | 13         | 322    | 423    | -101   | 17     |
| 10   | Canterbury-Bankstown Bulldogs | 22         | 8          | 0          | 14         | 340    | 344    | -4     | 16     |
| 11   | Penrith                       | 22         | 8          | 0          | 14         | 305    | 350    | -45    | 16     |
| 12   | Balmain Tigers                | 22         | 6          | 1          | 15         | 293    | 395    | -102   | 13     |

|  | Postemporada. |

### Postemporada

#### Finales clasificatorias
| 5 de septiembre | Newtown Jets | 8 - 10 | Parramatta Eels |  |  |

| 6 de septiembre | Cronulla-Sutherland Sharks | 11 - 14 | Manly-Warringah Sea Eagles |  |  |

#### Semifinales
| 12 de septiembre | Eastern Suburbs | 8 - 12 | Parramatta Eels |  |  |

| 13 de septiembre | Newtown Jets | 20 - 15 | Manly-Warringah Sea Eagles |  |  |

#### Final preliminar
| 19 de septiembre | Eastern Suburbs | 5 - 15 | Newtown Jets |  |  |

#### Final
| 27 de septiembre | Parramatta Eels | 20 - 11 | Newtown Jets | Sydney Cricket Ground, Sídney   |  |
|                  |                 |         |              | Asistencia: 57.333 espectadores |  |

| Bandera de Australia    |
| Campeón Parramatta Eels |
| Primer título           |